# Vilopriu
Vilopriu ist eine Gemeinde in der autonomen Region Katalonien in Spanien in der Provinz Girona mit 201 Einwohnern (Stand: 2024). Neben dem Hauptort Vilopriu gehören die Ortschaften Gaüses, Pins und Valldevià.

## Lage
Vilopriu liegt etwa 21 Kilometer nordöstlich von Girona und etwa 100 Kilometer nordöstlich von Barcelona nahe der Costa Brava in einer Höhe von ca. 80 m. 

## Bevölkerungsentwicklung
| Jahr      | 1970 | 1981 | 1991 | 2001 | 2011 | 2021 |
| Einwohner | 252  | 196  | 176  | 155  | 212  | 223  |

## Sehenswürdigkeiten
- Burganlage von Vilopriu
- Peterskirche von Vilopriu
- Marienkirche in Gaüses
- Rochuskapelle von Gaüses
- Bartholomäuskapelle in Pins
- Matthäuskapelle in Valldevià

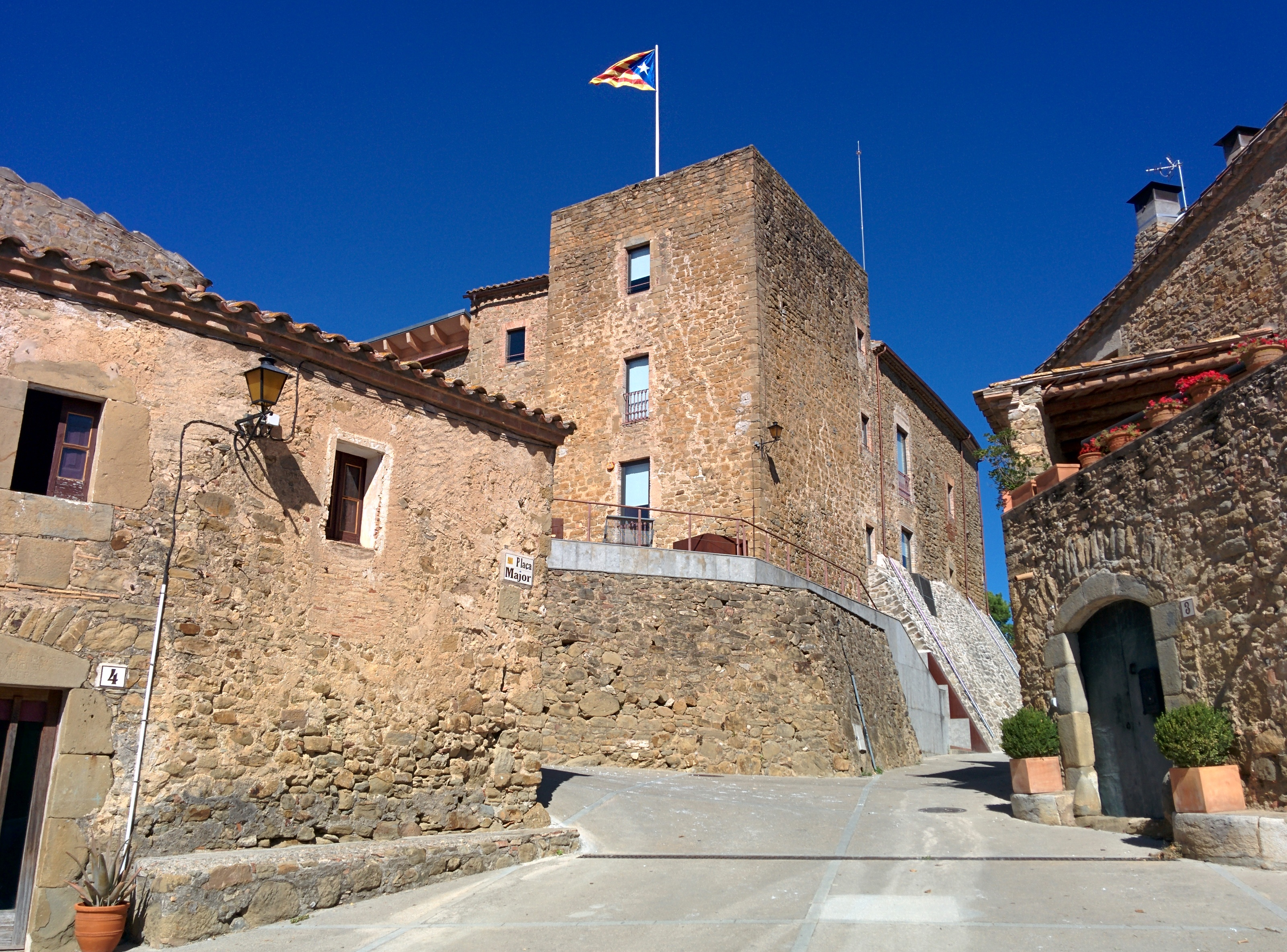
Burganlage
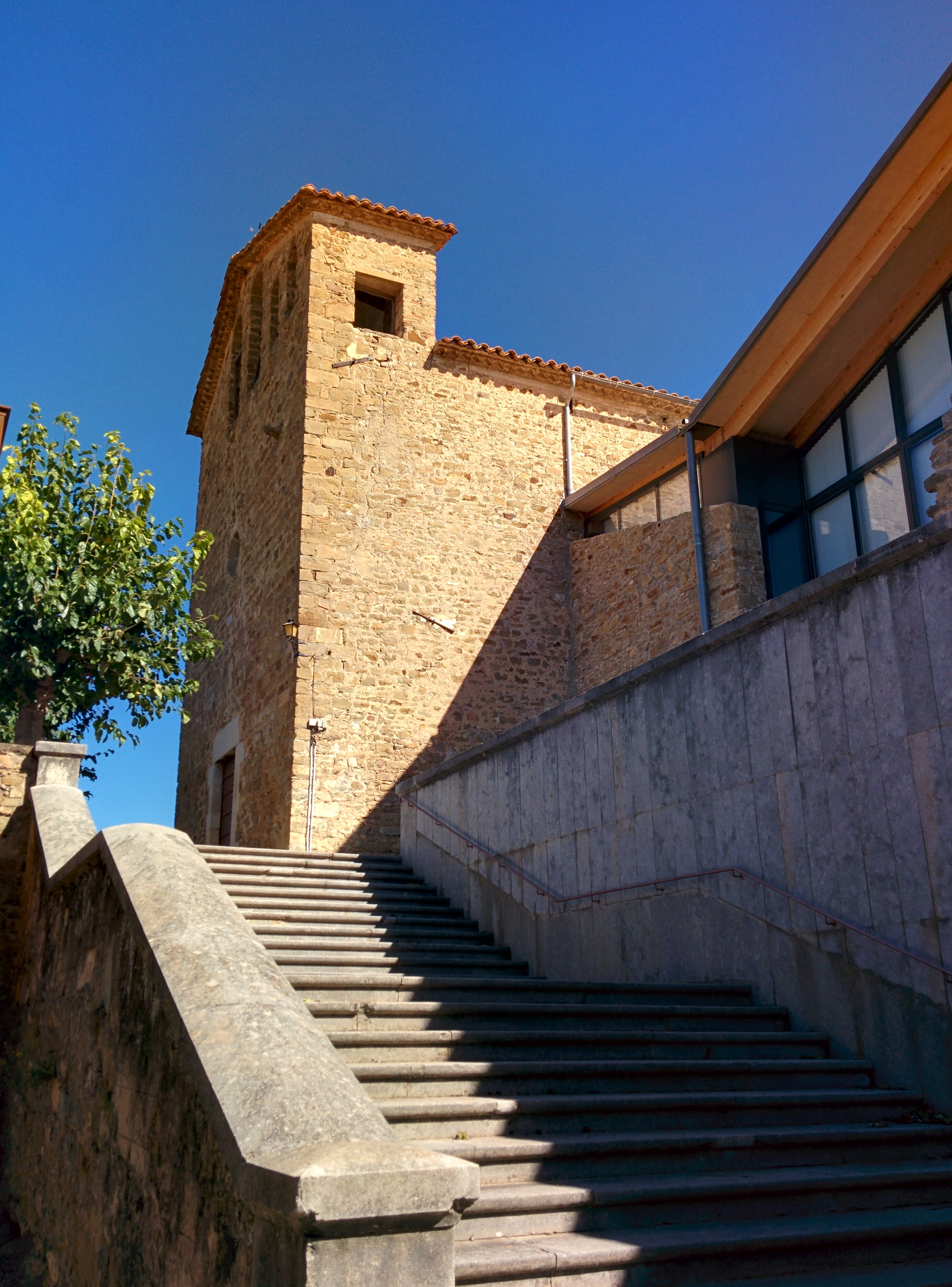
Peterskirche
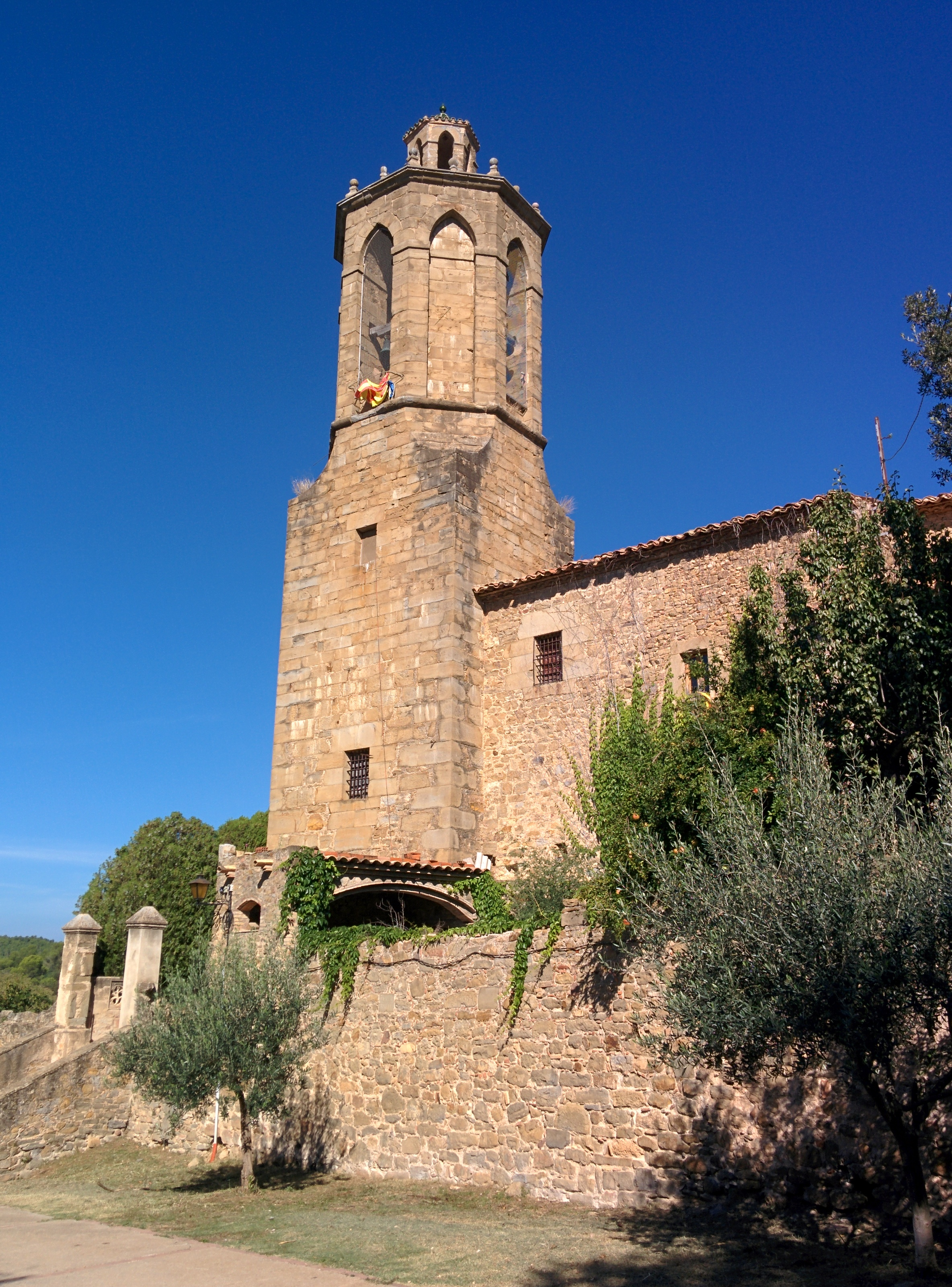
Marienkirche
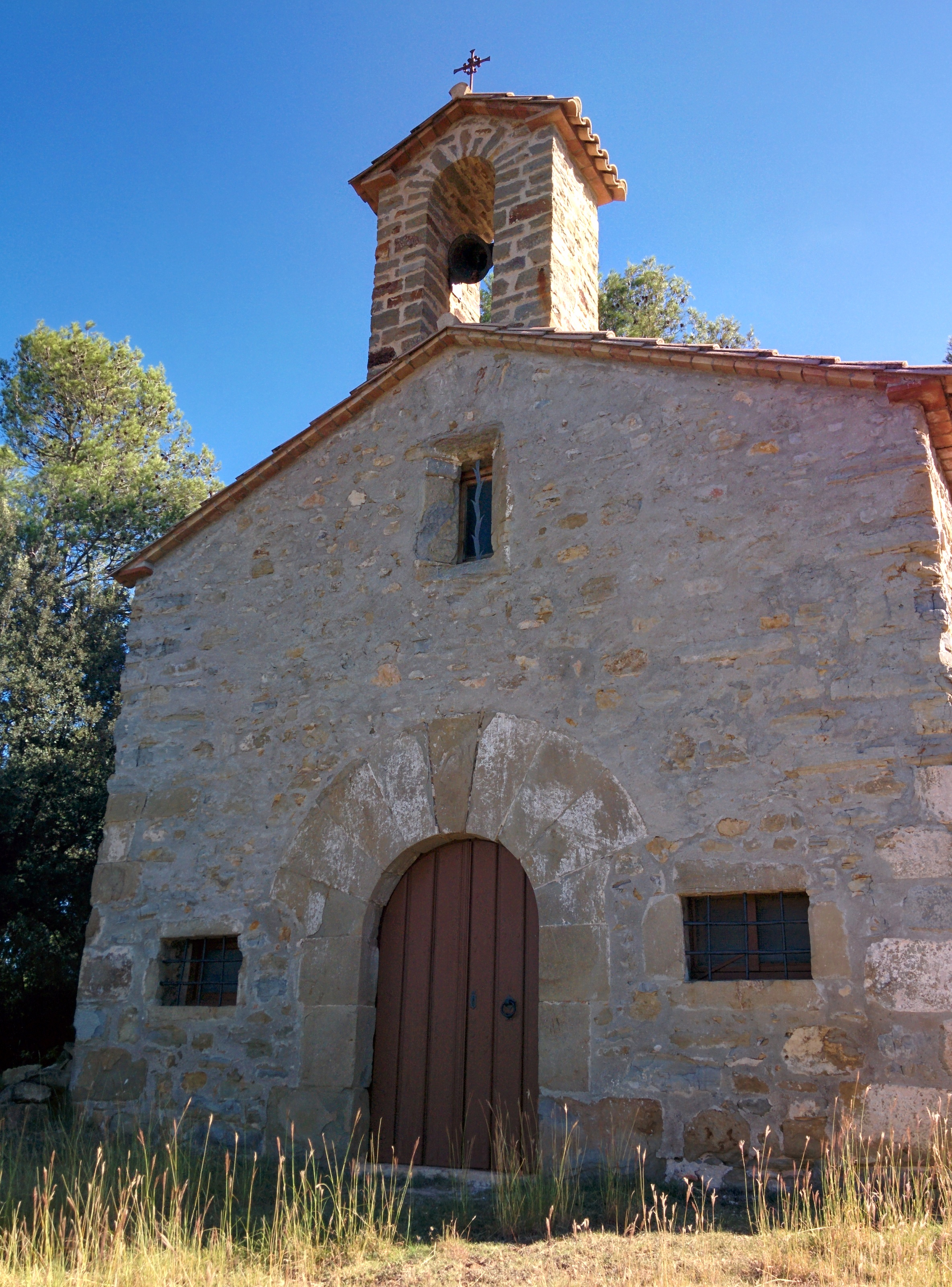
Rochuskapelle
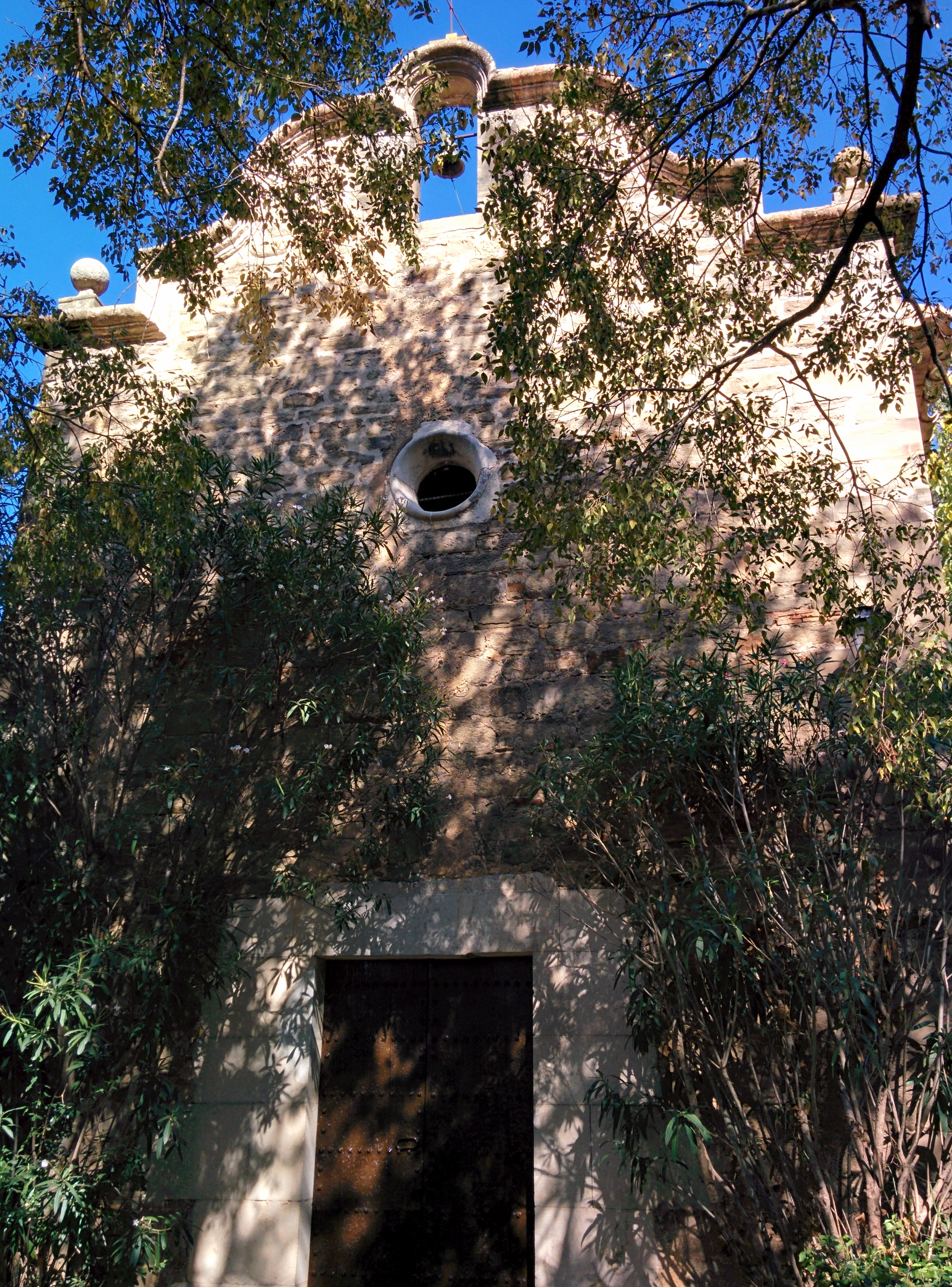
Bartholomäuskapelle
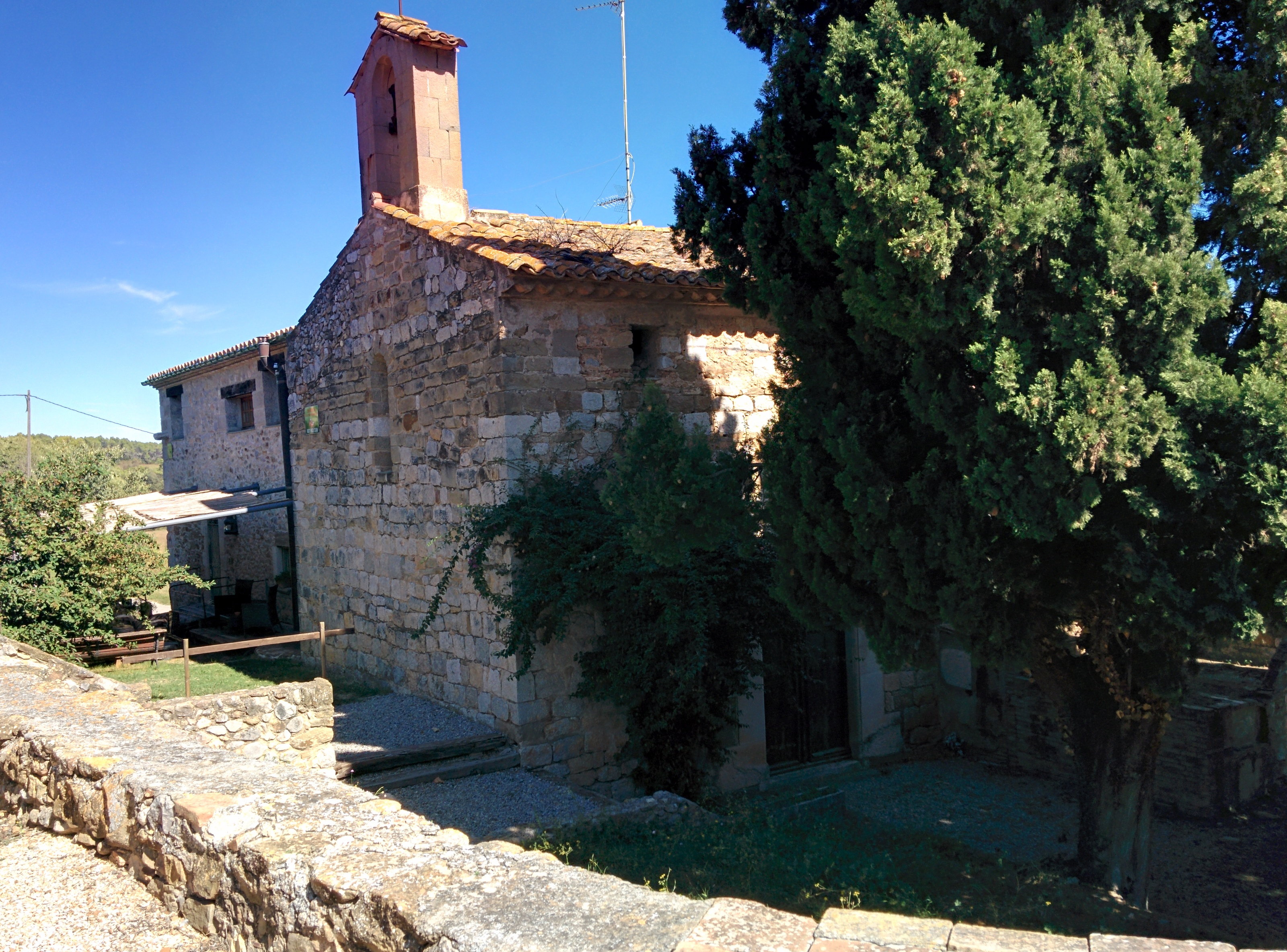
Matthäuskapelle